# کافورکاتی
کافورکاتی (به لاتین: Kafurkati) یک روستا در بنگلادش است که در استان باریسال و در ناحیه پیروج‌پور واقع شده است.